# Guantánamo (tỉnh)
Guantánamo là tỉnh cực đông của Cuba. Tỉnh lỵ là Guantánamo. Các đô thị khác có Baracoa. Tỉnh này nằm bao quanh căn cứ hải quân Mỹ tại vịnh Guantánamo.
Tỉnh này cách điểm gần nhất của Haiti 80 km. Từ tỉnh này có thể nhìn thấy đèn ở Haiti vào những đem trời rõ. Guantánamo có một số lượng dân nhập cư từ Jamaica.

## Các đô thị
| Đô thị              | Dân số (2004) | Diện tích (km²) | Vị trí                                        | Ghi chú    |
| ------------------- | ------------- | --------------- | --------------------------------------------- | ---------- |
| Baracoa             | 81794         | 977             | 20°21′2″B 74°30′37″T / 20,35056°B 74,51028°T  |            |
| Caimanera           | 10562         | 366             | 19°59′42″B 75°09′35″T / 19,995°B 75,15972°T   |            |
| El Salvador         | 45662         | 637             | 20°12′35″B 75°13′22″T / 20,20972°B 75,22278°T |            |
| Guantánamo          | 244603        | 741             | 20°08′13″B 75°12′50″T / 20,13694°B 75,21389°T | Tỉnh lỵ    |
| Imías               | 20959         | 524             | 20°04′37″B 74°39′6″T / 20,07694°B 74,65167°T  |            |
| Maisí               | 28276         | 525             | 20°14′36″B 74°09′21″T / 20,24333°B 74,15583°T | La Máquina |
| Manuel Tames        | 14200         | 526             | 20°10′50″B 75°03′5″T / 20,18056°B 75,05139°T  |            |
| Niceto Pérez        | 17783         | 640             | 20°07′40″B 75°20′31″T / 20,12778°B 75,34194°T |            |
| San Antonio del Sur | 26509         | 585             | 20°03′25″B 74°48′28″T / 20,05694°B 74,80778°T |            |
| Yateras             | 20358         | 664             | 20°21′1″B 74°55′27″T / 20,35028°B 74,92417°T  | Palenque   |

Nguồn: Dân số theo điều tra năm 2004. Area from 1976 municipal re-distribution.

## Dân số
Năm 2004, tỉnh Guantanamo có dân số 510.706 người. Với diện tích 6.167,97 km² (2.381,5 mi²), mật độ dân số là 82,8người/km² (214,5người/sq mi).